# Грюнов (Мекленбург)
Грюнов (нем. Grünow) — община в Германии, в земле Мекленбург-Передняя Померания.
Входит в состав района Мекленбург-Штрелиц. Подчиняется управлению Нойстрелиц-Ланд. Население составляет 316 человек (на 31 декабря 2010 года). Занимает площадь 23,19 км².